# Charles Germain (homme politique, 1909-1979)
Pour les articles homonymes, voir Charles Germain et Germain.
Charles Francisque Germain, né le 4 novembre 1909 à Villefranche-sur-Saône (Rhône) et mort le 14 avril 1979 à Beauregard (Ain),  est un homme politique français.

## Mandats
- maire de Villefranche-sur-Saône de 1959 à 1977.
- député du Rhône (Centre démocratique) du 25 novembre 1962 au 2 avril 1967.